# Blechnum nukuhivense
Blechnum nukuhivense är en kambräkenväxtart som beskrevs av E. Brown. Blechnum nukuhivense ingår i släktet Blechnum och familjen Blechnaceae. Inga underarter finns listade.